# 四川省人民政府文史研究馆
四川省人民政府文史研究馆是四川省人民政府直属的正厅级事业单位，具有统战性、荣誉性，与四川省人民政府参事室合署办公。馆址位于成都市锦江区暑袜中街42号。

## 历史沿革
1952年12月15日设立。1955年1月更名为四川省人民委员会文史研究馆。1975年10月更名为四川省革命委员会文史研究馆。1979年12月更名为四川省人民政府文史研究馆。1988年9月更名为四川省文史研究馆。2013年3月改为现名。